# Comarca do Carballiño
O Carballiño is een comarca van de Spaanse provincie Ourense. De hoofdstad is O Carballiño.

## Gemeenten
San Amaro, Beariz, Boborás, O Carballiño, San Cristovo de Cea, O Irixo, Maside, Piñor en Punxín.